# Вахдатский район
Вахда́тский район (тадж. Ноҳияи Ваҳдат) — район республиканского подчинения в Таджикистане со статусом города республиканского подчинения Вахдат (тадж. Ваҳдат).
Образован 17 сентября 1927 года как Янги-Базарский район, в апреле 1936 года переименован в Орджоникидзеаба́дский район. 3 июля 1965 года Орджоникидзеаба́дский район получил статус города Орджоникидзеабад. Постановлением Верховного Совета Таджикской ССР № 476 от 25 декабря 1991 года переименован с присоединением 1 ПГТ и 10 сельских общин в  район Кофарнихон  с районным центром - городом Кофарнихон.
Постановлением Высшего собрания Таджикистана № 389 от 7 апреля 2003 года переименован в Вахдатский район.
Районный центр — город Вахдат, расположенный в 21 км восточнее Душанбе.

## География
Вахдатский район расположен в Гиссарской долине, прилегает к восточной границе города Душанбе. На территории района расположено Рамитское ущелье, в котором расположены многочисленные туристические базы, дома и зоны отдыха, минеральные и серные источники.
На севере граничит с Айнинским районом Согдийской области, на западе — с Раштским, Нурободским, Рогунским и Файзабадским районами, на востоке — с районом Рудаки входящий в состав районов республиканского подчинения, на юге — с Нурекским и Яванским районами Хатлонской области Таджикистана.
Вахдатский район с северо-востока на юго-запад пересекает река Кафирниган (тадж. Кофарниҳон).

## История
12 июня 1961 года город Нурек получил статус города республиканского подчинения и был выведен из состава Орджоникидзеабадского района.

## Население
Население по оценке на 1 января 2016 года составляет 317 100 человек, в том числе городское — в городе Вахдат (42,5 тыс.) и посёлке Нумон Розик (11,6 тыс.) — 17,4 % или 53 800 человек.
| Численность населения | Численность населения | Численность населения | Численность населения | Численность населения | Численность населения | Численность населения |
| 1939                  | 2003                  | 2004                  | 2005                  | 2006                  | 2007                  | 2008                  |
| --------------------- | --------------------- | --------------------- | --------------------- | --------------------- | --------------------- | --------------------- |
| 39 742                | ↗200 500              | ↗204 900              | ↗209 400              | ↗214 300              | ↗219 600              | ↗225 100              |
| 2009                  | 2019                  | 2020                  | 2021                  | 2022                  |                       |                       |
| ↗237 200              | ↗336 900              | ↗342 700              | ↗353 900              | ↗359800               |                       |                       |

## Административное деление
В состав Вахдатского района входят город Вахдат (с кишлаками Бостон, Кипчок, Рохати и Яккаталь, прилегающими непосредственно к городу), пгт. Н. Розик и 10 сельских общин (тадж. ҷамоат):
| Сельская община     | Население |
| ------------------- | --------- |
| город Вахдат        | 29 682    |
| пгт. Нумон Розик    |           |
| Абдулло Абдулвосиев | 14 263    |
| Бахор               | 22 258    |
| Бозорбой Бурунов    | 25 513    |
| Дусти               | 15 524    |
| Гулистан            | 17 178    |
| Карим Исмоилов      | 23 131    |
| Ромит               | 10 338    |
| Симигандж           | 24 249    |
| Чорсу               | 2871      |
| Чуянгарон           | 13 070    |

В состав с/с Симигандж входят селения: Бакарон, Калон, Нозиробод, Тангаи и Юнсурок. Селение Тангаи в 2000—2009 годах входило в состав города Вахдат в связи с близким расположением к черте города, но после 2009 года решением администрации города снова было передано в с/с Симигандж.
Главой Вахдатского района является Председатель Хукумата, который назначается Президентом Республики Таджикистан. Главой правительства Вахдатского района является Председатель Хукумата. Законодательный орган Вахдатского района — Маджлис народных депутатов, который избирается всенародно на 5 лет.